# Ralph Kirkpatrick
Ralph Kirkpatrick (Leominster, 10 giugno 1911 – Guilford, 13 aprile 1984) è stato un musicologo e clavicembalista statunitense.
Dopo aver studiato musica e pianoforte alla Harvard University proseguì gli studi con Nadia Boulanger e Wanda Landowska a Parigi, Arnold Dolmetsch ad Haslemere, Heinz Tiessen a Berlino e Günther Ramin a Lipsia. Dal 1933-34 ha insegnato al Mozarteum a Salisburgo, in Austria. Una borsa di studio del Guggenheim (Guggenheim Fellowship) gli permise di mantenersi durante gli studi in Europa.
Dal 1940 è stato professore alla Yale University, dove ha pubblicato la biografia di Domenico Scarlatti ed un'edizione critica dell'opera completa di Scarlatti. Le designazioni delle opere da lui stabilite sono divenute una convenzione, nota come "Kirkpatrick Numbers" (KN).
Inoltre ha svolto diversi lavori ed analisi su opere di musica contemporanea, quale il Concerto per clavicembalo ed orchestra di Quincy Porter, la Sonata per violino e clavicembalo di Darius Milhaud, il Doppio Concerto per clavicembalo, pianoforte ed orchestra da camera di Elliott Carter, quest'ultima opera è stata a lui dedicata dall'artista.
Come esecutore ed autore di incisioni discografiche, è divenuto molto noto per le sue interpretazioni al clavicembalo di alcune opere per tastiera di Johann Sebastian Bach e Domenico Scarlatti. Ha anche inciso al clavicordo (per esempio le Invenzioni a due e a tre parti di Bach) e sul fortepiano (in particolare opere di Mozart).
Ralph Kirkpatrick è morto a Guilford, nel Connecticut, all'età di 72 anni.

## Discografia
- Bach, Clav. ben temperato I – Kirkpatrick, 1963 Deutsche Grammophon
- Bach, Var. Goldberg/Conc. italiano – Kirkpatrick, Deutsche Grammophon
- Scarlatti D.: Sonatas for Harpsichord – Ralph Kirkpatrick, Deutsche Grammophon
- Kirkpatrick: The Complete 1950s Bach Recordings on Archiv – Ralph Kirkpatrick, Deutsche Grammophon